# Tadeusz Witkowski
Tadeusz Witkowski (ur. 4 lutego 1946 w Rutkach-Begnach koło Ciechanowa) – polski historyk literatury, publicysta, działacz polonijny.

## Życiorys
W 1966 ukończył Liceum Ogólnokształcące dla Pracujących w Przasnyszu, gdzie mieszkał do 1983. 
Absolwent polonistyki na Uniwersytecie Warszawskim (1971).
Represjonowany przez władze komunistyczne za udział w wydarzeniach marcowych i w protestach przeciwko projektowi wprowadzenia do konstytucji zapisu o sojuszu ze Związkiem Radzieckim. Działacz „Solidarności”, w czasie stanu wojennego internowany w Iławie i w Kwidzynie.  Redaktor i współautor Peryferyjnego Almanachu Literackiego „Wyrób własny” (Przasnysz 1983). W 1983 wyemigrował do USA.
W 1989 na Uniwersytecie Stanu Michigan w Ann Arbor uzyskał stopień doktora w dziedzinie slawistyki. W latach osiemdziesiątych i dziewięćdziesiątych XX wieku pracował jako instruktor języka polskiego w University of Michigan w Ann Arbor i jako wykładowca języka i literatury oraz edytorstwa i podstaw informatyki w Saint Mary’s College w Orchard Lake. Był w tym okresie członkiem Rady Północnoamerykańskiego Studium Spraw Polskich (Studium: the North American Study Center for Polish Affairs) i zastępcą redaktora naczelnego kwartalnika Studium Papers a od połowy lat dziewięćdziesiątych – redaktorem naczelnym rocznika Periphery: Journal of Polish Affairs wydawanego przez Saint Mary’s College. Początkowo zajmował się głównie krytyką literacką. Po uzyskaniu w 2005 r. statusu pokrzywdzonego przez kilka lat prowadził badania w oparciu o materiały archiwalne przechowywane w Instytucie Pamięci Narodowej. 
17 maja 2006 r. opublikował w Życiu Warszawy artykuł, w którym ogłosił, że w latach 1960–1984 ks. Michał Czajkowski współpracował ze Służbą Bezpieczeństwa PRL. Artykuł wywołał szok społeczny i wywarł wpływ na proces lustracji w Kościele. Ksiądz Czajkowski początkowo zaprzeczył informacjom zawartym w aktach, po czym przyznał się do części zarzutów. 
W lipcu tegoż roku, redakcja miesięcznika Więź opublikowała specjalny numer pisma potwierdzający i dokumentujący fakt współpracy księdza z bezpieką. W kilka miesięcy później, badając akta biskupa Jerzego Dąbrowskiego, Witkowski doszedł do wniosku, że w teczce ks. Czajkowskiego mogły się omyłkowo znaleźć niektóre z materiałów dostarczonych przez ks. Dąbrowskiego wywiadowi PRL.
W październiku 2007 r. Witkowski przyjął posadę głównego specjalisty (analityka) w gabinecie szefa Służby Kontrwywiadu Wojskowego. Po przegranej przez PiS wyborów parlamentarnych i zmianie kierownictwa SKW został zwolniony. Od jesieni 2007 roku był członkiem Komisji Weryfikacyjnej ds. Wojskowych Służb Informacyjnych (do końca jej działalności). W 2016 roku na stronie internetowej MON redagował dwujęzyczną zakładkę poświęconą warszawskiemu Szczytowi NATO. Opublikował kilka artykułów na temat wywiadu PRL (cywilnego i wojskowego) i rosyjskiej sieci szpiegowskiej w Stanach Zjednoczonych.
W 2009 został członkiem założycielem Związku Literatów na Mazowszu, jest członkiem Sądu Koleżeńskiego tego stowarzyszenia. Otrzymał prestiżową nagrodę Złote Pióro za trzy książki wydane w 2021 r. w Oficynie ZLM: Ukryte i jawne. Szkice o tajnych służbach, Wirydarz polityczny (1999–2020) oraz Zapiski z czasów zamętu 1987–2021. Jest jednym z bohaterów książek Teresy Kaczorowskiej Dwunastu na trzynastego. Emigranci stanu wojennego, Ciechanów 2011 i Jerzego Zalewskiego Pod prąd. Przewodnik po IV Rzeczypospolitej, tom I, Warszawa 2013.
Postanowieniem prezydenta RP z dnia 21 stycznia 2013 odznaczony został Krzyżem Wolności i Solidarności. Odznaczenie odebrał 11 listopada 2013 w Chicago. 
W roku 2017 Urząd do Spraw Kombatantów i Osób Represjonowanych przyznał Tadeuszowi Witkowskiemu status działacza opozycji antykomunistycznej i osoby represjonowanej z powodów politycznych.

## Publikacje książkowe
- Sens dziedziczenia. Myśli o polskim etosie poetyckim XX wieku, Wydawnictwo Arcana, Kraków 2021.

- Ukryte i jawne. Szkice o tajnych służbach, Oficyna ZLM, Ciechanów 2021.

- Wirydarz polityczny (1999–2020), Oficyna ZLM, Ciechanów 2021.

- Zapiski z czasów zamętu 1987–2021, Oficyna ZLM, Ciechanów 2021.